# Shannon Szabados
Pour les articles homonymes, voir Szabados.
Shannon Szabados (née le 6 août 1986 à Edmonton, dans la province de l'Alberta au Canada) est une joueuse canadienne de hockey sur glace qui évolue dans la ligue élite féminine en tant que gardienne de but. 
Elle a remporté trois titres olympiques, deux médailles d'or aux Jeux olympiques de Vancouver en 2010 et aux Jeux olympiques de Sotchi en 2014, et une Médaille d'argent aux Jeux olympiques de Pyeongchang en 2018. Elle a également représenté le Canada dans 5 championnats du monde, remportant 4 médailles d'argent et 1 médaille d'or.
C'est la première femme à avoir évolué dans plusieurs ligues masculines juniors et dans la ligue professionnelle masculine Southern Professional Hockey League .

## Biographie

### Début dans le hockey et carrière junior
Dès son plus jeune âge Szabados joue parmi les ligues masculines. Ainsi, à 9 ans elle est la première fille à participer au tournoi du Brick Super Novice qui se tient à West Edmonton Mall . En 2001, à tout juste 15 ans, elle est la première femme à jouer dans le tournoi niveau Midget  de Calgary ( Calgary Mac’s AAA), pour l'équipe du Edmonton Maple Leaf Athletic Club. Elle affronte notamment l'équipe de Sainte-Marie Shattuck, menée par Zach Parise .
L'année suivante, à 16 ans, elle est la première femme à jouer dans la Ligue de hockey de l'Ouest (LHOu). Szabados participe à quatre matchs de pré-saison avec les Americans de Tri-City . Durant son passage avec les Americans, elle partage un des matchs avec le gardien de LNH Carey Price avec une performance qui les place coude à coude  « He let in four goals in the half he played; I let in two and one in overtime »,. Lorsque Tri-City ne la retient pas, Szabados retourne jouer en Alberta, dans la Ligue de hockey junior de l'Alberta (LHJA) après un vote parmi les directeurs généraux de la ligue admettant la participation des femmes .
Le 2 octobre 2002 lors de son premier match avec les Crusaders de Sherwood Park, elle réalise un blanchissage et remporte la victoire . Au cours de sa carrière en LHJA, elle joue pour les Pontiacs de Bonnyville et les Traders de Fort Saskatchewan . Avec les Ponticas, elle participe au match des étoiles de la ligue et est nommée Most Valuable Player (MVP) en 2005 . A la fin de la saison, elle est également nommée MVP de l'équipe . Lors de la saison 2006-2007 avec les Traders, elle mène son équipe à la première place de la ligue et passe à un match de remporter le championnat contre les Kodiaks de Camrose. Elle est encore une fois sélectionnée pour le match des étoiles de 2007 . Elle reçoit également le trophée de meilleur gardien de la LHJA, devenant la première femme à recevoir cette récompense . Szabados est aussi nommée MVP de son équipe .

### Carrière universitaire
Comme Szabados a pris part à un camp d'entrainement pour la LHOu, elle n'est pas éligible pour participer au championnat universitaire américain NCAA . A la place, elle joue dans l'équipe masculine de l'université de Grant MacEwan en Alberta . Elle y passe deux saisons entières, avant de rejoindre le programme de préparation de l'équipe nationale canadienne en vue des Jeux olympiques de Vancouver. Elle retourne auprès de son équipe pour la saison 2010-2011 . La saison suivante, elle est transférée à l'Institut technologique de l'Alberta du Nord et joue pour les Ooks de l'ITAN. Lors de sa deuxième saison avec les Ooks, elle inscrit le record de la saison en nombre de blanchissage (5) et aide l'équipe à remporter le championnat.

### Carrière professionnelle
Deux événements avec les Oilers d'Edmonton aurait pu permettre un début professionnel pour Szabados : en mars 2010, les médias d'Edmonton écrivent de nombreux articles sur une possible signature de la gardienne avec l'équipe de LNH lorsque Devan Dubnyk attrape la grippe juste avant un match contre les Canucks de Vancouver, laissant les Oilers sans gardien de secours. Finalement l'équipe signe Nathan Deobald de l'équipe universitaire des Dinos de Calgary, mouvement très critiqué par les journalistes . Une situation similaire se pose en mars 2014, quand une campagne est mise en place sur Twitter pour signer Szabados en secours du gardien Viktor Fasth échangé à la place de Ben Scrivens mais incapable d'arriver avant le match contre les Sénateurs d'Ottawa. Les Oilers choisissent d'appeler Kurtis Mucha de l'université d'Alberta mais invitent la gardienne à s'entrainer avec les Oilers le lendemain, en attendant l'arrivée de Fasth .
Finalement, Szabados fait ses débuts professionnels en mars 2014 après avoir signé avec les Cottonmouths de Columbus dans la Southern Professional Hockey League pour terminer la saison 2013-2014 , devenant la première femme à jouer dans cette ligue . Elle rejoint le groupe des célèbres joueuses Manon Rhéaume, Danielle Dube, et Hayley Wickenheiser, membres de l'équipe nationale canadienne ayant joué dans des ligues professionnelles masculines .

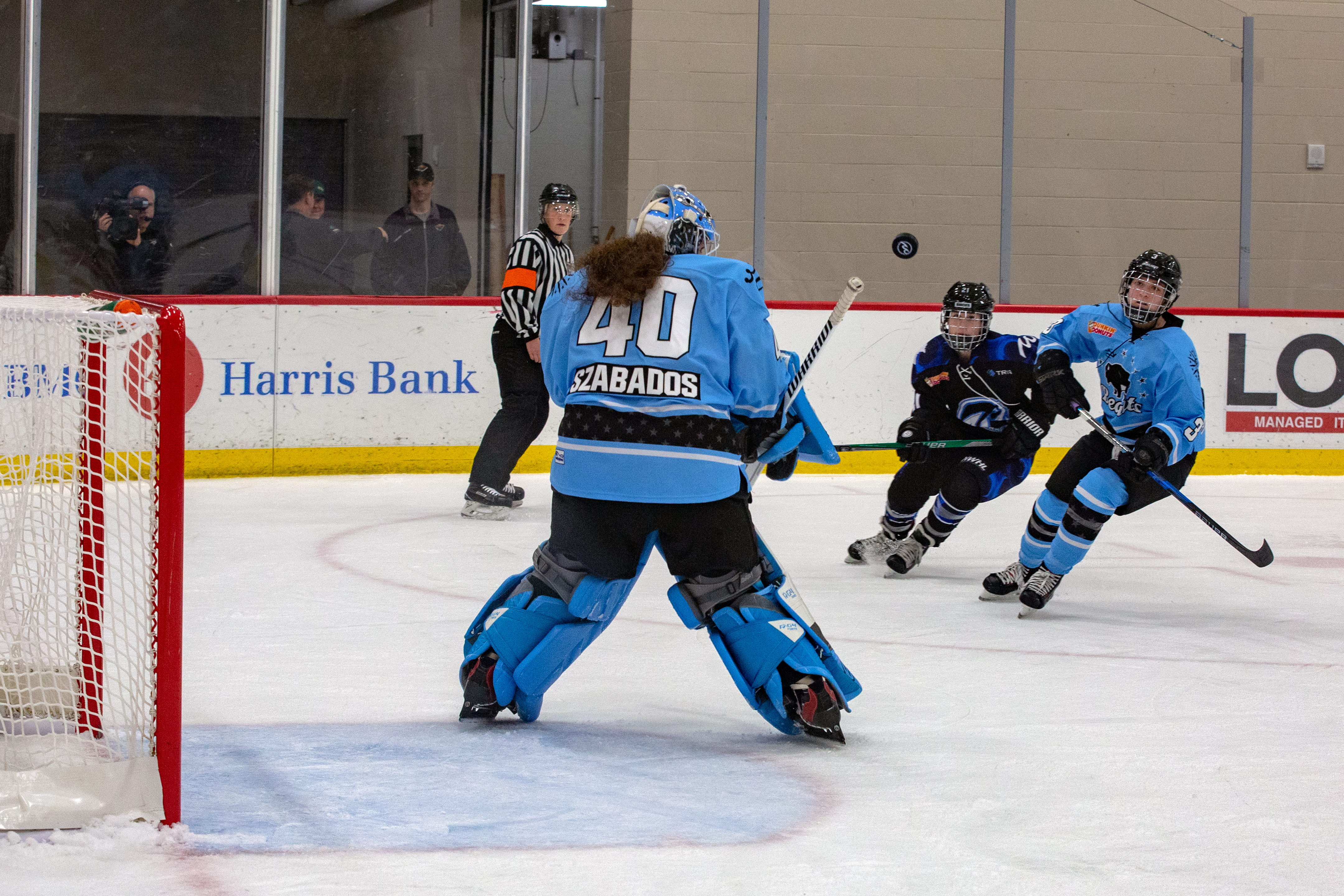
Shannon Szabados avec l'uniforme des Beauts en 2019.

Szabados joue son premier match le 15 mars 2014, arrêtant 27 tirs sur 30 lancés dans une défaite 4 à 3 ,,. Elle remporte son premier match le 21 novembre 2014  et devient la première femme à réaliser un blanchissage en ligue professionnelle masculine en 2015, dans une victoire 3 à 0 . En 2016, elle signe avec les Rivermen de Peoria mais est renvoyé en ligue mineur au bout de deux matchs, l'entraineur n'étant pas satisfait par ses performances .
Après une autre année de préparation olympiques en 2017, elle signe le 27 juin 2018 en ligue professionnelle féminine, avec les Beauts de Buffalo  de la Ligue nationale de hockey féminin. Elle est sélectionnée pour le match des étoiles 2019 avec Lee stecklein au poste de capitaine .

### International

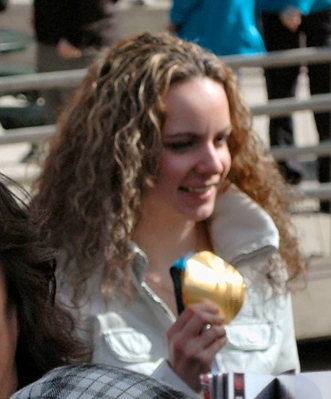
Shannon Szabados avec sa médaille olympique en 2010.

Shannon Szabados représente le Canada pour la première fois en 2006, à l'occasion de la Coupe des 4 nations et remporte la médaille d'or . Lors du premier match du tournoi, elle blanchie les américaines 3 à 0 . Elle participe également à la sélection des moins de 22 ans.
Elle est sélectionnée dans l'effectif pour le championnat du monde 2008 en tant que capitaine assistante. Elle est également sélectionnée en 2009 mais ne joue pas . Elle participe à la finale de la coupe des 4 nations en 2009, remportant le match contre les États-Unis 5 à 1 .
Szabados participe à ses premiers Jeux olympiques d'hiver en 2010 et remporte la médaille d'or. Elle inscrit deux blanchissages lors du tournoi incluant la finale contre l'équipe des Etats-Unis . Elle est sélectionnée dans l'équipe étoiles de la compétition et est nommée meilleure gardienne . Elle joue également les championnats du monde 2011 et 2013.
Elle est à nouveau sélectionnée lors des Jeux olympiques d'hiver de 2014 à Sotchi , remportant les trois matchs auxquels elle participe dont la finale qui permet au Canada de remporter sa seconde médaille d'or dans une victoire en prolongation. 
Elle participe au championnat du monde 2017 où elle remporte une médaille d'argent. Puis aux Jeux olympiques 2018 où elle remporte une médaille d'argent, battue en finale par les États-Unis pour la première fois en 20 ans.

## Statistiques

### En club
| Saison    | Équipe                           | Ligue |    | Saison régulière | Saison régulière | Saison régulière | Saison régulière | Saison régulière | Saison régulière | Saison régulière | Saison régulière | Saison régulière | Saison régulière |    | Séries éliminatoires | Séries éliminatoires | Séries éliminatoires | Séries éliminatoires | Séries éliminatoires | Séries éliminatoires | Séries éliminatoires | Séries éliminatoires | Séries éliminatoires |
| Saison    | Équipe                           | Ligue | PJ | V                | D                | Pr/N             | Min              | BC               | Moy              | % Arr            | Bl               | Pun              | PJ               | V  | D                    | Min                  | BC                   | Moy                  | % Arr                | Bl                   | Pun                  |                      |                      |
| 2001-2002 | Maple Leafs Athletic Club        | AMHL  | 35 |                  |                  |                  |                  |                  | 2,45             | 91,4             |                  |                  | -                | -  | -                    | -                    | -                    | -                    | -                    | -                    | -                    |                      |                      |
| 2002-2003 | Maple Leafs Athletic Club        | AMHL  | 29 |                  |                  |                  |                  |                  | 3,27             | 90,3             |                  |                  | -                | -  | -                    | -                    | -                    | -                    | -                    | -                    | -                    |                      |                      |
| 2002-2003 | Crusaders de Sherwood Park       | LHJA  | 15 |                  |                  |                  |                  |                  |                  |                  |                  | 0                | -                | -  | -                    | -                    | -                    | -                    | -                    | -                    | -                    |                      |                      |
| 2002-2003 | Americans de Tri-City            | LHOu  | 1  | 0                | 0                | 0                | 1                | 0                | 0                | 0                | 0                | 0                | -                | -  | -                    | -                    | -                    | -                    | -                    | -                    | -                    |                      |                      |
| 2003-2004 | Crusaders de Sherwood Park       | LHJA  | 53 |                  |                  |                  |                  |                  |                  |                  |                  | 0                | -                | -  | -                    | -                    | -                    | -                    | -                    | -                    | -                    |                      |                      |
| 2004-2005 | Crusaders de Sherwood Park       | LHJA  | 61 |                  |                  |                  |                  |                  |                  |                  |                  | 0                | -                | -  | -                    | -                    | -                    | -                    | -                    | -                    | -                    |                      |                      |
| 2005-2006 | Crusaders de Sherwood Park       | LHJA  | 1  | 0                | 1                | 0                | 20               | 3                | 9,00             | 83,3             | 0                | 2                | -                | -  | -                    | -                    | -                    | -                    | -                    | -                    | -                    |                      |                      |
| 2005-2006 | Pontiacs de Bonnyville           | LHJA  | 40 | 26               | 9                | 1                | 2 220            | 111              | 3,00             | 89,6             | 0                | 0                | 1                | 0  | 0                    | 20                   | 3                    | 9,00                 | 81,3                 | 0                    | 0                    |                      |                      |
| 2006-2007 | Traders de Fort Saskatchewan     | LHJA  | 43 | 31               | 7                | 4                | 2 508            | 89               | 2,13             | 92,0             | 4                | 0                | 15               | 10 | 5                    | 907                  | 29                   | 1,92                 | 92,3                 | 1                    | 2                    |                      |                      |
| 2007-2008 | Griffins de Grant McEwan College | ACAC  | 17 | 12               | 4                | 1                | 1 010            | 3,03             | 89,4             | 51               | 0                | 0                | 9                | 5  | 4                    | 569                  | 2,74                 | 90,8                 | 26                   | 0                    |                      |                      |                      |
| 2008-2009 | Griffins de Grant McEwan College | ACAC  | 22 | 6                | 14               | 1                | 1 287            | 4,29             | 89,5             | 92               | 1                | 2                | -                | -  | -                    | -                    | -                    | -                    | -                    | -                    | -                    |                      |                      |
| 2010-2011 | Griffins de Grant McEwan College | ACAC  | 18 | 2                | 13               | 2                | 996              | 5,24             | 88,4             | 87               | 0                | 4                | -                | -  | -                    | -                    | -                    | -                    | -                    | -                    | -                    |                      |                      |
| 2011-2012 | Ooks de NAIT                     | ACAC  | 17 | 7                | 7                | 2                | 965              | 2,49             | 90,9             | 40               | 2                | 0                | 6                | 3  | 3                    | 356                  | 13                   | 2,19                 | 91,5                 | 0                    |                      |                      |                      |
| 2012-2013 | Ooks de NAIT                     | ACAC  | 17 | 15               | 2                | 0                | 1 023            | 27               | 1,58             | 91,6             | 5                |                  | 7                | 6  | 0                    | 384                  | 12                   | 1,87                 | 93,0                 | 0                    |                      |                      |                      |
| 2013-2014 | Cottonmouths de Columbus         | SPHL  | 2  | 0                | 2                | 0                | 118              | 7                | 3,55             | 89,4             | 0                | 0                | 1                | 0  | 0                    | 23                   | 3                    | 7,80                 | 75                   | 0                    | 0                    |                      |                      |
| 2014–2015 | Columbus Cottonmouths            | SPHL  | 25 | 15               | 9                | 1                | 1 478            | 77               | 3,12             | 90,7             | 0                | 0                | -                | -  | -                    | -                    | -                    | -                    | -                    | -                    | -                    |                      |                      |
| 2015–2016 | Columbus Cottonmouths            | SPHL  | 22 | 5                | 11               | 5                | 1 238            | 75               | 3,63             | 91               | 1                | 0                | -                | -  | -                    | -                    | -                    | -                    | -                    | -                    | -                    |                      |                      |
| 2016–2017 | Rivermen de Peoria               | SPHL  | 2  | 0                | 1                | 0                | 49:10            | 5                | 6,10             | 79,2             | 0                | 0                | -                | -  | -                    | -                    | -                    | -                    | -                    | -                    | -                    |                      |                      |
| 2017-2018 | Canada                           | AMHL  | 3  |                  |                  |                  |                  |                  | 1,49             | 95,5             | 0                |                  | -                | -  | -                    | -                    | -                    | -                    | -                    | -                    | -                    |                      |                      |
| 2018-2019 | Beauts de Buffalo                | LNHF  | 15 | 6                | 3                | 1                | 605              | 15               | 1,49             | 93,4             | 2                |                  | 1                | 1  | 0                    | 60                   | 0                    | 0                    | 100                  | 1                    |                      |                      |                      |

### Au niveau international
| Année | Équipe | Compétition          |                            | PJ                         | V                          | D                          | Pr/N                       | Min                        | BC                         | Moy                        | % Arr                      | Bl                         | Pun                |  | Résultat |
| 2009  | Canada | Championnat du monde | Statistiques indisponibles | Statistiques indisponibles | Statistiques indisponibles | Statistiques indisponibles | Statistiques indisponibles | Statistiques indisponibles | Statistiques indisponibles | Statistiques indisponibles | Statistiques indisponibles | Statistiques indisponibles | Médaille d'argent  |  |          |
| 2010  | Canada | Jeux olympiques      | 3                          | 3                          | 0                          | 0                          | 180                        | 1                          | 0,33                       | 98                         | 2                          | 0                          | Médaille d'or      |  |          |
| 2011  | Canada | Championnat du monde | 2                          | 1                          | 1                          | 0                          | 127                        | 3                          | 1,42                       | 95,3                       | 1                          | 0                          | Médaille d'argent  |  |          |
| 2012  | Canada | Championnat du monde | 4                          | 3                          | 0                          | 0                          | 198                        | 9                          | 2,72                       | 89,4                       | 0                          | 0                          | Médaille d'or      |  |          |
| 2013  | Canada | Championnat du monde | 4                          | 3                          | 1                          | 0                          | 244                        | 6                          | 1,48                       | 93,6                       | 1                          | 0                          | Médaille d'argent  |  |          |
| 2014  | Canada | Jeux olympiques      | 3                          | 3                          | 0                          | 0                          | 187                        | 3                          | 0,96                       | 95,4                       | 1                          | 0                          | Médaille d'or      |  |          |
| 2017  | Canada | Championnat du monde | 4                          |                            |                            |                            | 248                        |                            | 1,21                       | 95,4                       | 2                          | 0                          | Médaille d'argent  |  |          |
| 2018  | Canada | Jeux olympiques      | 3                          |                            |                            |                            | 200                        |                            | 1,20                       | 94,9                       | 1                          | 0                          | Médaille d'argent  |  |          |
| 2019  | Canada | Championnat du monde | 2                          |                            |                            |                            |                            |                            | 0,5                        | 96,6                       |                            |                            | Médaille de bronze |  |          |

## Trophées et honneurs personnels
- Le trophée du meilleur gardien de la Ligue de hockey junior de l'Alberta en 2007 [34]
- Nommée dans l'équipe étoiles par les médias pour Jeux olympiques de Vancouver en 2010
- Trophée de la meilleure gardienne des Jeux olympiques de Vancouver en 2010 [35]
- Trophée d'excellence de l'Institut technologique de l'Alberta du Nord  en 2013 [36]
- Joueur de la semaine de la Southern Professional Hockey League (novembre 2014 et mars 2015)[37],[38]